# Carl Johann Lüdecke
Carl Johann Bogislaw Lüdecke, auch Luedecke geschrieben, (* 28. Mai 1826 in Stettin; † 21. Januar 1894 in Breslau) war ein deutscher Architekt.
Lüdecke erhielt seine künstlerische Ausbildung an der Berliner Bauakademie bei Wilhelm Stier und Friedrich August Stüler, wurde dann bei mehreren Bauten in Pyritz (Regierungsbezirk Stettin), Schulpforte und Pasewalk beschäftigt, 1836 zum Lehrer an der Kunst- und Gewerbeakademie Breslau und 1856 zum Baurat ernannt.
Er unterstützte den 1858 in Breslau gegründeten Verein für das Museum schlesischer Altertümer, in dessen Vorstand er anlässlich der ersten Generalversammlung (sm 12. Januar 1858) gewählt wurde. 1876 gehörte er mit Alwin Schultz und Hermann Luchs einer Kommission an, die für die kunstgewerbliche Sammlung des Schlesischen Provinzial-Museums in Breslau hauptsächlich in München Ankäufe tätigte.

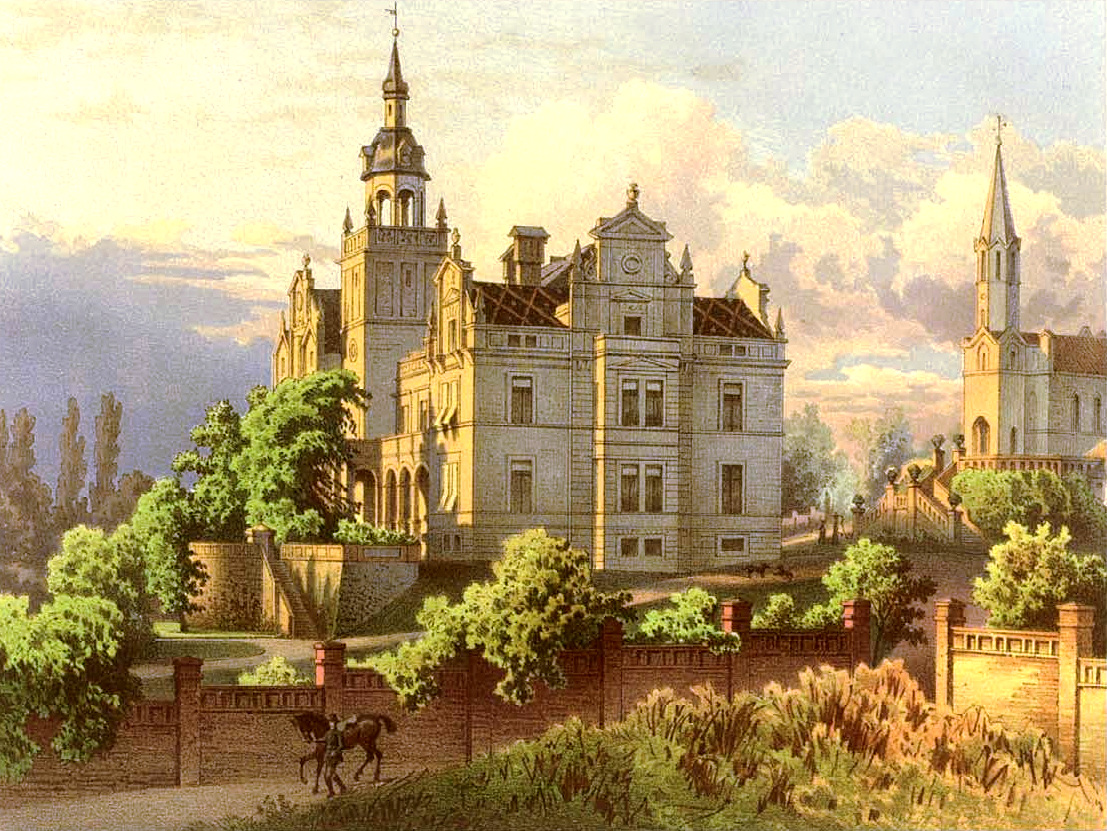
Schloss Bechau, um 1860

In Schlesien führte er zahlreiche kleinere und größere Bauten aus, unter anderem die 1867 vollendete Neue Börse in Breslau, ein reichverziertes Bauwerk im neogotischen Stil, ferner die Rathäuser in Striegau und Leobschütz sowie mehrere Schlösser, u. a. das Schloss Bechau.
Im Architekturwettbewerb für das Gebäude des Düsseldorfer Künstlervereins „Malkasten“, in dem auch sein jüngerer Bruder, der Maler Albert Bogislav Lüdecke, Mitglied war, erhielt er den 1. Preis. Das 1871 abgebrannte Stadttheater zu Breslau errichtete er nach den Entwürfen von Carl Ferdinand Langhans. In Festenberg baute er die Obere Kirche nach einem Brand neu. Er war eine Zeit lang Direktor der Kunst- und Gewerbeakademie Breslau, sein Nachfolger wurde Hermann Kühn.
Lüdecke wurde mit den Arbeiten an der St.-Michaelis-Kirche in Breslau beauftragt, als nach dem Einsturz des Nordturms der ursprünglich für den Bau der Kirche zuständige Architekt Alexis Langer von seinen Aufgaben freigestellt worden war.
Der künstlerische Nachlass Carl Johann Lüdeckes mit 1626 Handzeichnungen, Drucken und Fotografien wird im Architekturmuseum der Technischen Universität Berlin aufbewahrt.